# Tina Ruland
Bettina "Tina" Ruland, född 9 oktober 1966 i Köln, Nordrhein-Westfalen, är en tysk skådespelerska.

## Roller (urval)
- 1991 – Manta, Manta
- 1992–1995 – Schloß Hohenstein (TV-serie)
- 2000 – Harte Jungs
- 2001 – Tatort (TV-serie)
- 2010, 2021 – SOKO Stuttgart (TV-serie)
- 2016 – Inga Lindström (TV-serie)
- 2023 – Hotel Mondial (TV-serie)
- 2023 – Manta Manta – Zwoter Teil